# 1180-talet
1180-talet är det decennium som startade 1 januari 1180 och slutade 31 december 1189.

## Händelser
- 1180 – Filip II August efterträder Ludvig VII som kung av Frankrike. Han har tidigare samma år gift sig med Isabella av Hainaut.
- 1181 – Sedan Alexander III har avlidit två dagar tidigare väljs Ubaldo Allucingoli till påve och tar namnet Lucius III.
- 1182 – När den danske kungen Valdemar den store dör efterträds han som kung av Danmark av sin son Knut VI.
- 1185 – Sedan Lucius III har avlidit samma dag väljs Umberto Crivelli till påve och tar namnet Urban III.
- 1187 – Sedan Urban III har avlidit en vecka tidigare väljs Alberto de Morra till påve och tar namnet Gregorius VIII. Denne avlider dock själv två månader senare och efterträds av Clemens III.
- 1189 – Rikard I Lejonhjärta efterträder Henrik II som kung av England.

## Födda
- 1180 – Erik Knutsson, kung av Sverige 1208–1216.
- 1181 – Franciscus av Assisi

## Avlidna
- 30 augusti 1181 – Alexander III, påve.
- 12 maj 1182 – Valdemar den store, kung av Danmark.
- 1184 – Magnus Erlingsson, kung av Norge.
- 25 november 1185 – Lucius III, påve.
- 20 oktober 1187 – Urban III, påve.
- 17 december 1187 – Gregorius VIII, påve.